# Saint-Marcel-lès-Sauzet
Saint-Marcel-lès-Sauzet è un comune francese di 1 177 abitanti situato nel dipartimento della Drôme della regione dell'Alvernia-Rodano-Alpi.

## Società

### Evoluzione demografica
Abitanti censiti